# Stylus fantasticus

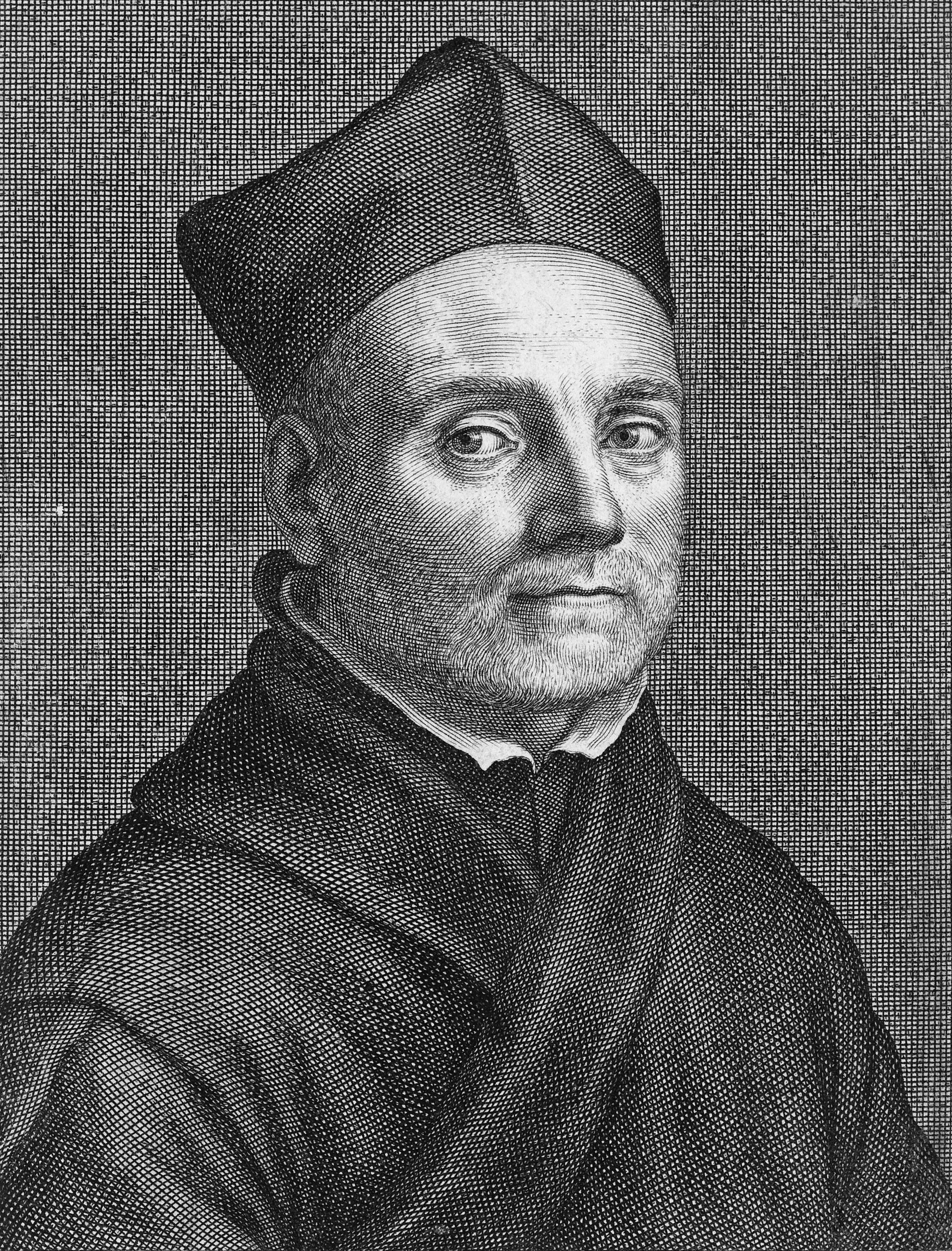
Athanasius Kircher

El stylus fantasticus es un estilo de música del barroco temprano, especialmente caracterizado para la música instrumental.

## Descripción e historia

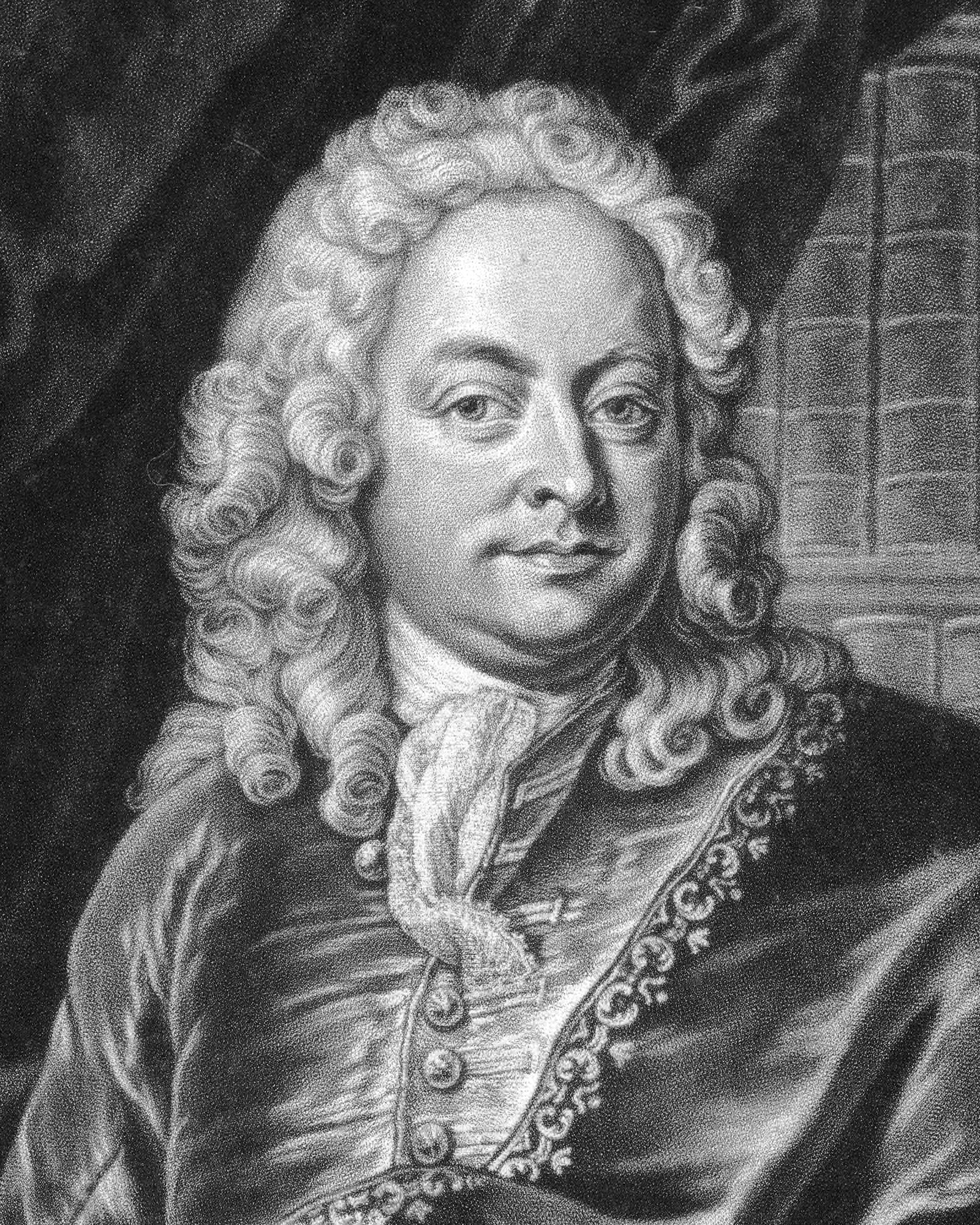
Johann Mattheson

La raíz de esta música son las toccatas y fantasías para órgano, particularmente derivadas de las de Claudio Merulo (1533-1604), organista de la Basílica de San Marcos en Venecia. Un practicante posterior en Roma fue Girolamo Frescobaldi, y su alumno alemán Froberger se llevó ese estilo al norte. Hubo flujos constantes de músicos italianos al norte, a Baviera y Sajonia y de músicos alemanes al sur, a Italia (como Hans Leo Hassler y Heinrich Schütz ). También había músicos que tenían carreras tanto en Austria como en Italia (como Sances y Turini). El autor, científico e inventor y verdadero erudito barroco, Athanasius Kircher describe el stylus fantasticus en su libro Musurgia Universalis:
"El estilo fantástico se adapta especialmente a los instrumentos. Es el método más libre y desenfrenado de componer, no está ligado a nada, a ninguna palabra ni a un tema melódico, fue instituido para demostrar el ingenio y enseñar el designio oculto de la armonía y la ingeniosa composición de frases armónicas y fugas. Se distribuye en estas formas: fantasía, ricercar, toccata y sonata."
El stylus fantasticus está relacionado con la improvisación pero se caracteriza por el uso de fraseos cortos contrastantes y una forma libre, como una fantasía clásica.
Johann Mattheson, compositor y teórico alemán del siglo XVII, presentó su opinión sobre la definición que Athanasius Kircher en su libro, "Das beschutzte Orchestre" (1717), citada en los escritos de Paul Collin:
"Mattheson afirma con razón que el stylus phantasticus de Kircher podría fácilmente confundirse con el stylus symphoniacus de los jesuitas. Ambos son estilos instrumentales y se encuentran ubicuamente en los ámbitos de la iglesia, la música decámara y el teatro.... Mattheson cree que está bastante claro que el estilo fantástico está asociado con un instrumento solista como el clavecín, el violín, la viola da gamba o el laúd. " 

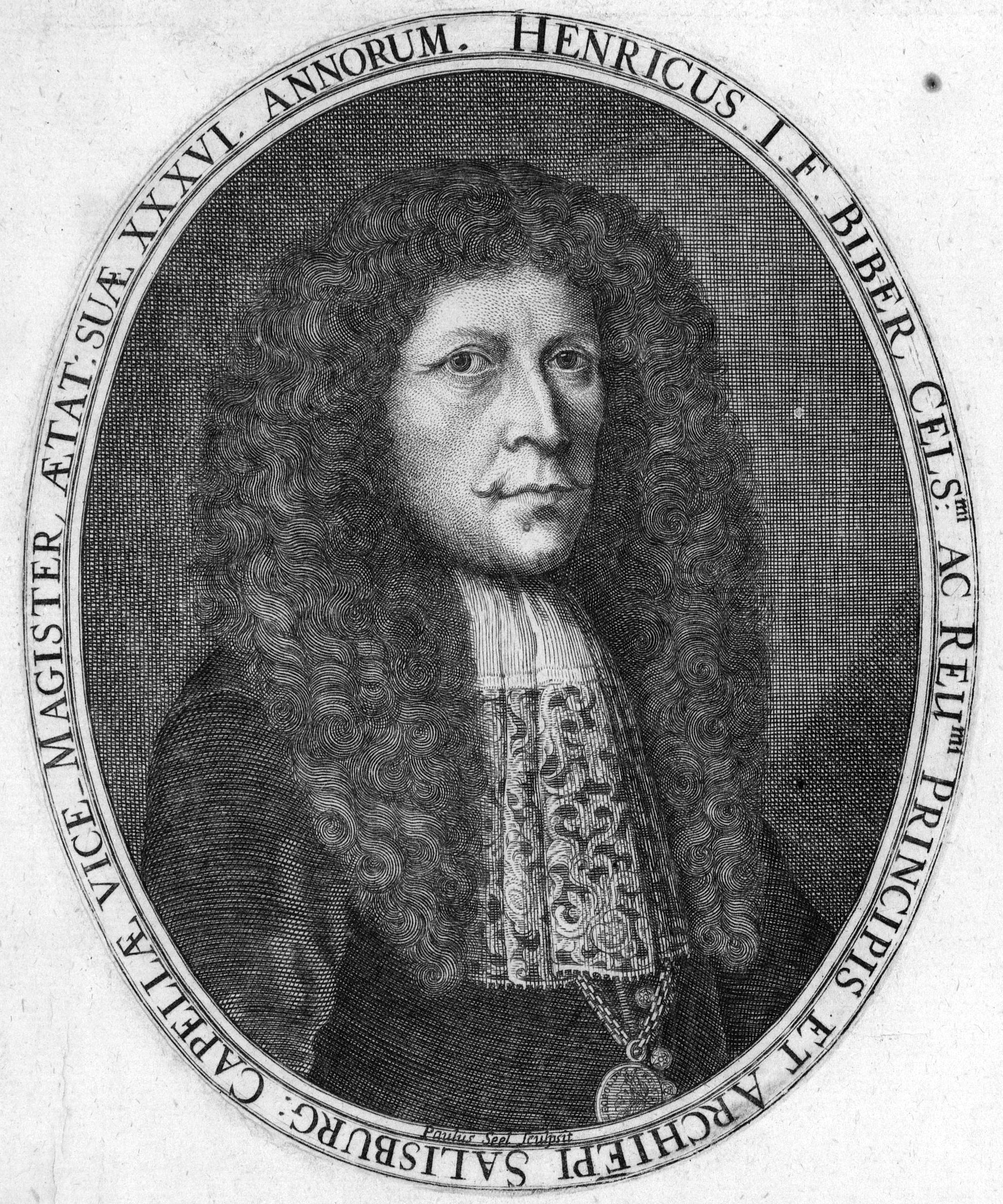
H.I.Biber

Más tarde, en Der vollkommene Capellmeister (1739), de Mattheson, afirmó que el stylus fantasticus es más un estilo de interpretación que un enfoque de composición. Cree que tocar en este estilo debería ser como cantar y tocar al mismo tiempo, más improvisado que simplemente tocar las notas de la partitura. Como menciona Frescobaldi en su libro " Toccate e partite d'intavolatura di cimbalo " (1616), los intérpretes no deben tocar estrictamente según la partitura, sino imitar más a los cantantes. Mattheson también utiliza el stylus fantasticus para describir secciones libres de los preludios de Dietrich Buxtehude: "Ahora rápido, ahora vacilante, ahora con una sola voz, ahora con muchas voces, ahora por un rato detrás del ritmo, sin medida de sonido, pero no sin la intención de adelantar y asombrar."
En Austria, el estilo fue practicado por el famoso y formidable virtuoso Heinrich Ignaz Biber y Johann Heinrich Schmelzer. En el sur de los Países Bajos, Nicolaus à Kempis fue pionero en este estilo en sus Symphoniae publicadas entre 1644 y 1649 en Amberes. 

## Compositores que emplean elstylus fantasticus
- Johann Sebastian Bach
- Antonio Bertali
- Heinrich Ignaz Biber
- Dietrich Buxtehude
- Nicolás de Kempis
- Giovanni Antonio Pandolfi Mealli
- Johann Adam Reincken
- Johann Heinrich Schmelzer
- Pavel Josef Vejvanovsky
- Johann Schop
- Nicolas Bruhns
- Girolamo Frescobaldi